# Walter Moeremans
Walter Moeremans (Mechelen, 18 januari 1940) is een Vlaams acteur. Hij is actief bij het theatergezelschap NTGent en speelde ook heel wat rollen in televisieseries.
Zijn bekendste televisierollen zijn die van Cipolla in Johan en de Alverman, Dingo in Axel Nort, Stan in Kapitein Zeppos, Wannes in Fabian van Fallada, Frans Hofkens in Wij, Heren van Zichem en tussen 2008 en 2021 Leo Vertongen in Thuis.
Hij speelde (gast)rollen in Het Park (Persijn), Flikken (Man in café), Veel geluk, professor! (Conciërge Edmond), Spoed (Rudy Van De Velde) en Mega Mindy (Rudy).
Hij is de zoon van acteur Vic Moeremans (1913-1999). Hij was getrouwd met actrice Janine Bischops. Samen hebben ze twee dochters. Met actrice Gilda De Bal heeft hij ook een dochter, Sarah Moeremans.

## Filmografie
- Het witte paard (1958)
- Anita, My Love (1960) - als telegramdrager
- Het geheim van Killary Harbour (1960) - als Jimmy
- Huwelijksreis (1961)
- Gelukkige dagen (1962)
- Tijl Uilenspiegel (1962) - als officier
- Zanzibar (1962)
- Roulette (1963)
- Het gezin van Paemel (1963) - als Maurice
- De kat op de koord (1963) - als Jan
- Henk in Wonderland (1964)
- Peegie (1964)
- Johan en de Alverman (1965-1966) - als Cipolla
- Robert en Bertrand (1965)
- Ping-pong (1965)
- Axel Nort (1966) - als Dingo
- Mijn geweten en ik (1966)
- Met voorbedachten rade (1966)
- Te Venetië als in de hemel (1966) - als Santomato
- Warm aanbevolen (1966) - als Stehberger
- Maribel en de zonderlinge familie (1967) - als Marc
- Midas (1967) - als Pedro
- Eindelijk vakantie (1967) - als Mell
- Kapitein Zeppos (1968-1969) - als Stan
- Kaviaar of Spaghetti (1968) - als grootvader / Roberto
- Uit met... Yvonne Lex (1968)
- De drie Musketiers (1968) - als Lord de Winter
- De avonturen van de brave soldaat Schwejk (1968) - als bordsnijder
- Fabian van Fallada (1969-1970) - als Wannes
- Moeder Courage en haar kinderen (1969) - als eerste soldaat
- Driestuiversopera (1969) - als Filch
- Othello (1969) - als senator en edelman
- Wij, heren van Zichem (1970) - als Frans Hofkens
- Nand in eigen land (1970)
- Christoffel Marlowe (1970) - als lijkrover
- Uit met Denise De Weerdt (1970)
- Trijntje Cornelis (1972) - als Francisco
- Jonny en Jessy (1972) - als Walter
- De neus van Cleopatra (1974) - als springer
- De getemde feeks (1975)
- Mazelen (1976) - als Ad
- Zaterdag, zondag, maandag (1977) - als Atilio
- Prettige feesten (1989) - als Herman
- De bossen van Vlaanderen (1991) - als onderpastoor Pieters
- Het Park (1993) - als Persijn
- Niet voor publikatie (1994) - Armand Teugels
- Lebbegem (1999) - als Slembrouck
- Gilliams & De Bie (1999) - als Raymond Van Den Eynde
- Flikken (2000) - als man in café
- Veel geluk, professor! (2001) - als Edmond
- De perfecte moord (2004) - als Jacques Dupont
- Spoed (2007) - als Rudy Van De Velde
- Thuis (2008-2021) - als Leo Vertongen
- Mega Mindy (2009) - Rudy
- Melbourne Rewind (2016) - als Desy / Cecily

## Theaterrollen
Walter Moeremans is niet alleen bekend als tv-acteur, maar schreef ook een heleboel theaterrollen op zijn naam.